# Левин, Семён Бенцианович
Семён Бенцианович Левин (8 декабря 1908, село Любань — 30 ноября 1987, Москва) — советский военачальник, участник Великой Отечественной и советско-японской войн, подполковник.

## Биография
Родился 8 декабря 1908 года в селе Любань (ныне — Слуцкого района Минской области). 
С 1930 года служил в Красной Армии, с 1932 года — на офицерских должностях: командир бронедрезины, командир бронеплощадки (с 1936), командир бронепоезда (с 1938). Член ВКП(б) с 1933 года. В 1941 году — помощник начальника штаба артиллерийского полка в Закавказском ВО.
В 1941—1945 годы — в боях Великой Отечественной войны на Крымском (1941—1942, начальник оперативного отдела фронта) и Калининском (1942—1943, командир[уточнить] 233-й танковой бригады) фронтах.
Затем воевал на Северо-Кавказском (июль-август 1943), 1-м Украинском (1943—1944, начальник штаба 61-го танкового полка и 233-й танковой бригады) и 2-м Украинском (1944, начальник штаба 170-й танковой бригады) фронтах.
В августе-сентябре 1945 года — в боях советско-японской войны в составе 2-го Дальневосточного фронта (начальник штаба 258-й и 165-й отдельных танковых бригад).
С 1945 года продолжил службу в должностях начальника штаба: 165-го танко-самоходного полка (ЗабВО), 89-го танкового полка (ПрибВО, с 1949), 185-го танко-самоходного полка (ДальВО, с 1950).
С 1953 года в отставке. Работал в управлении Мосэнерго.
Умер в Москве 30 ноября 1987 года; похоронен на Востряковском кладбище.

### Семья
Жена — Левина Елизавета Григорьевна 1919 г.р.; сын — Левин Борис Семенович 1947 г.р.

## Награды
- два ордена Отечественной войны 1-й степени
- три ордена Красной Звезды
- медали, в том числе:
  - «За боевые заслуги»
  - «За оборону Кавказа»
  - «За оборону Сталинграда»